# Norges Bank

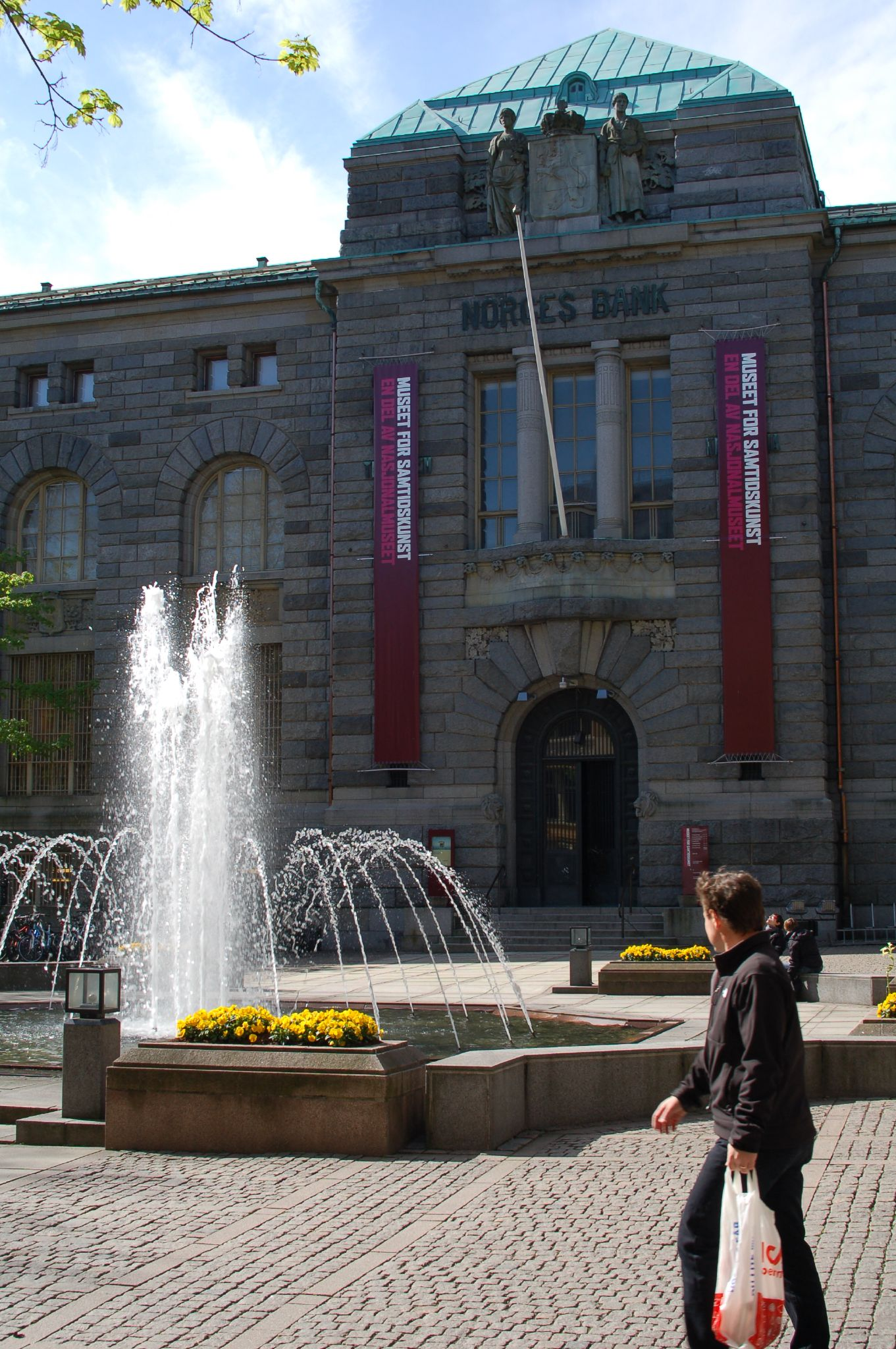
Norges Banks tidigare byggnad, maj 2007. Byggnaden brukas nu som museum

Norges Bank (nynorska: Noregs Bank) är centralbanken i Norge. Den upprättades av Stortinget 14 juni 1816.

## Bankens historia
Innan 1814 var centralbanksverksamheten förlagd till Köpenhamn. En särskild skatt infördes för att finansiera upprättandet av en egen norsk centralbank, och 1816 grundades Norges Bank. För att undgå oönskad sammanblandning av bankverksamhet och politik, placerades banken först i Trondheim. 
Fram till 1848 var Norges Bank vid sidan av sparbankerna den enda allmänna bankinrättningen i Norge.

### Mellankrigstiden
På 1920-talet fick Norges Bank, under ledning av nya centralbankschefen Nicolai Rygg, två store utmaningar. För det första var den internationella valutasituationen starkt instabil till följd av att guldmyntfoten i augusti 1914 hade suspenderades. För det andra inträffade en kraftig internationell lågkonjunktur under 1920. Det norska bankväsendet hade expanderat kraftigt under världskriget och konjunkturvändningen ledde till att många banker kom i svårigheter. Norges Bank försökte rädda banker ur likviditetskrisen och försökte samtidigt stabilisera valutan.
Rygg försökte knyta Norge till den återupprättade guldmyntfoten till den tidigare växelkursen (pari). Detta kallades paripolitiken, och den varade från 1925 till 1928. Den bidrog till att göra både Rygg och Norges Bank mycket impopulära i breda skikt av befolkningen. Norges Bank beslutade 1931, tillsammans med bland andra Storbritannien och Sverige, att åter överge guldmyntfoten på grund av depressionen. Från 1933 anslöt sig Norge till det så kallade Sterling-blocket. Norges Bank försökte att hålla fast växlingskurs mot brittiska pundet genom markadsoperationer. Först 1932 tog bankproblemen slut i Norge. Mellankrigstidens kriser bidrog till ett starkt ökande motstånd mot Norges Banks självständiga roll inom den ekonomiska politiken.

### Efterkrigstiden
Sedan 1950 är staten ensam ägare, och sedan 1985 har banken varit ett förvaltningsorgan. Sedlar trycks sedan 2008 i Frankrike och England, dessa kan identifieras genom att de har en bokstav framför sedelnumret.

## Organisation
Norges Bank har sitt huvudkontor i Oslo. 31 december 2010 hade banken totalt 590 anställda. Banken leds av Hovedstyret, som består av sju medlemmar och väljs av regeringen (formellt Kongen i statsråd). Bankchefen och dennes vice leder Hovedstyret och är båda valda på sex år. De kan sitta max 12 år. Övriga ledamöter väljs för fyra år, två i taget (rullande). Ett organ kallat Representantskapet tillser att banken följer sina riktlinjer och väljs av Stortinget. 

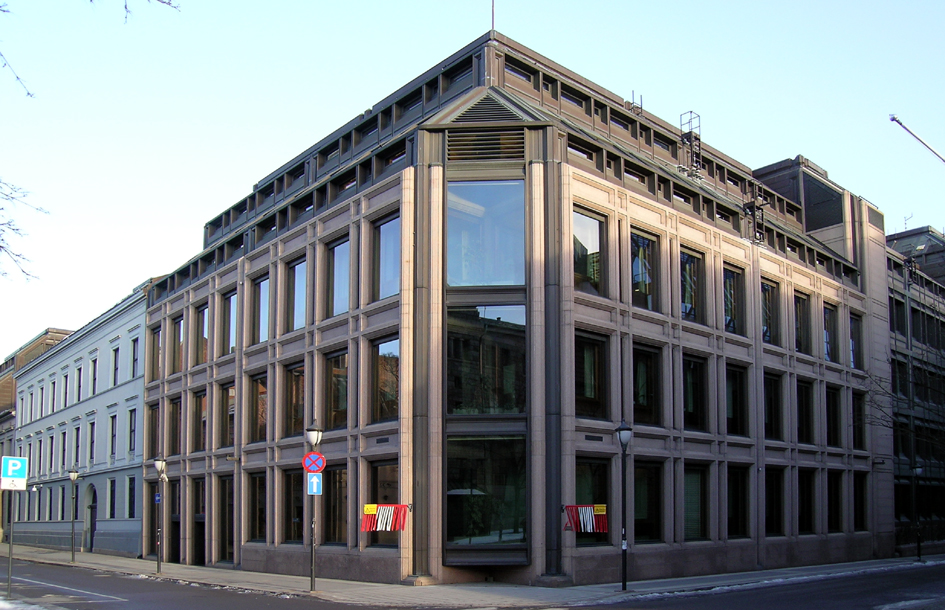
Bankens nuvarande byggnad på Kirkegata i Oslo

### Bankens avdelningar
- Pengepolitikk (PPO) har sex avdelningar och övervakar och ger råd kring penningpolitiken.
- Finansiell stabilitet (FST) övervakar den finansiella stabiliteten.
- Investment Management (NBIM) förvaltar bankens kapital och sedan 1997 Statens pensjonsfond utland (Oljefonden).
- Administrasjon (NBA) är bankens internadministrativa avdelning.
- Internrevisjonen (IR) sköter bankens internrevision och uppföljning.
- Representantskapets tilsynssekretariat handhar representantskapets administration.

### Centralbankschefer
Följande personer har innehaft posten som centralbankchef för Norges Bank sedan 1893:
- 1893–1920 – Karl Gether Bomhoff
- 1920–1946 – Nicolai Rygg
- 1940–1945 – Arnold C. Ræstad[a]
- 1946–1954 – Gunnar Jahn
- 1954–1970 – Erik Brofoss
- 1970–1985 – Knut Getz Wold
- 1985–1993 – Hermod Skånland
- 1994–1995 – Torstein Moland
- 1996–1998 – Kjell Storvik
- 1999–2010 – Svein Gjedrem
- 2011–2022 – Øystein Olsen
- 2022–2028 – Ida Wolden Bache

## Säkerhet
Säkerhetsavdelningen i Norges Bank är den enda vaktstyrkan i Norge som är permanent beväpnad. Avdelningen har ansvar för säkerheten i och runt banken, samt de transporttjänster som utförs av banken. I sin verksamhet har Säkerhetsavdelningen delvis polisbefogenhet. I bankens huvudbyggnad i Oslo har Säkerhetsavdelningen en egen skyttebana inomhus, som ofta lånas av polisen till skytteträning.

## Länkar och referenser
Norges bank